# Immacolata Concezione con angeli
L'opera raffigurante l' Immacolata concezione con angeli di Giovanni Battista Piazzetta è un dipinto ad olio su tela (235 x 185 cm) eseguito tra 1744 e il 1745 e conservato presso la Galleria nazionale di Parma.

## Storia
Il dipinto proviene dalla seconda cappella di sinistra della chiesa dei Cappuccini di Parma per la decorazione della quale erano stati scelti i tre massimi artisti veneziani del momento: Giambattista Tiepolo, Giovanni Battista Pittoni e lo stesso Piazzetta. L'opera può essere datata seguendo le informazioni riportate in alcune lettere che l'artista scrisse al parroco di Meduna verosimilmente nel 1744: qui l'opera viene descritta come non finita, e per questo l'opera può essere fatta risalire a quell'anno o, al limite, all'anno successivo.
L'opera, dopo essere stata trasportata in Francia nel periodo dei furti napoleonici, e successivamente restituita, venne acquistato dalla Galleria nel 1840.

## Descrizione
In questo dipinto viene raffigurato l'episodio dell'Immacolata Concezione utilizzando il canone iconografico che si impose universalmente a partire dalla prima metà del Seicento e che era assai caro all'ordine francescano.
La Vergine viene raffigurata secondo le profezie dell’Apocalisse, quale novella Eva, con lo sguardo rivolto al cielo, rivestita di una tunica bianca coi piedi sopra il serpente, che reca in bocca il frutto del peccato originale. Attorno a lei, tra le nubi, appaiono teste di cherubino e due grandi angeli, uno a destra, che sembra quasi ritrarsi di fronte allo splendore emanato dall'apparizione celeste e l'altro a sinistra, a mezzo busto, con le mani in preghiera.
La presenza frontale, in piedi di Maria, costruita con maggiori dimensioni è in contrasto con il resto delle figure, di cui si intravede solo una parte del corpo o il viso. Interessante è inoltre la posizione della nuvola centrale, che mettendo in risalto l'inserto blu del cielo a sinistra equilibra i toni cromatici del dipinto, creando così un legame visivo con il manto turchino dell'angelo adolescente a destra.